# Pierre Martin (cyclisme)
Pour les articles homonymes, voir Pierre Martin et Martin.
Pierre Martin (né le 24 mai 1938 à Paris) est un coureur cycliste français, professionnel de 1963 à 1966.

## Biographie
Pierre Martin commence le cyclisme en 1956, à l'âge de 18 ans.
Professionnel dans les années 1960, il a été équipier de Raymond Poulidor puis de Jacques Anquetil. Il réalise ses meilleures performances lors de la saison 1965 en remportant notamment une étape du Critérium du Dauphiné libéré. La même année, il participe au Tour de France.

## Palmarès

### Palmarès amateur
- 1962
  - Paris-Mantes
  - Paris-Pacy

### Palmarès professionnel
- 1964
  - 2e étape du Tour de l'Oise
- 1965
  - Circuit de la Vienne
  - 4e étape du Critérium du Dauphiné libéré
  - 2e et 3e étapes du Tour de l'Oise
  - 1reb étape du Tour de France (contre-la-montre par équipes)

### Résultats sur les grands tours

#### Tour de France
1 participation
- 1965 : abandon (9e étape), vainqueur de la 1reb étape (contre-la-montre par équipes)